# 3月23日
3月23日（さんがつにじゅうさんにち）は、グレゴリオ暦で年始から82日目（閏年では83日目）にあたり、年末まであと283日ある。

## できごと

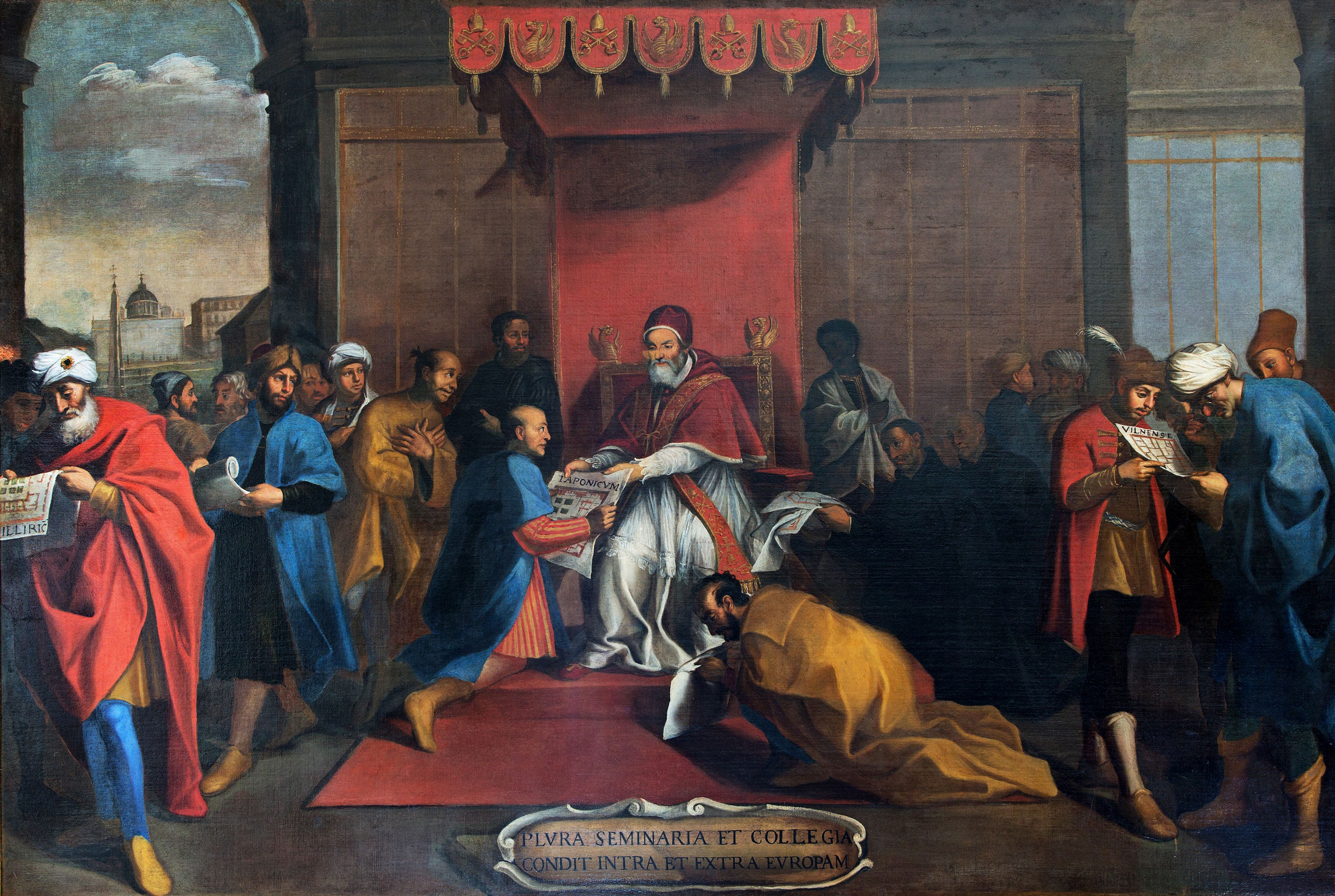
天正遣欧少年使節がグレゴリウス13世に公式謁見(1585)

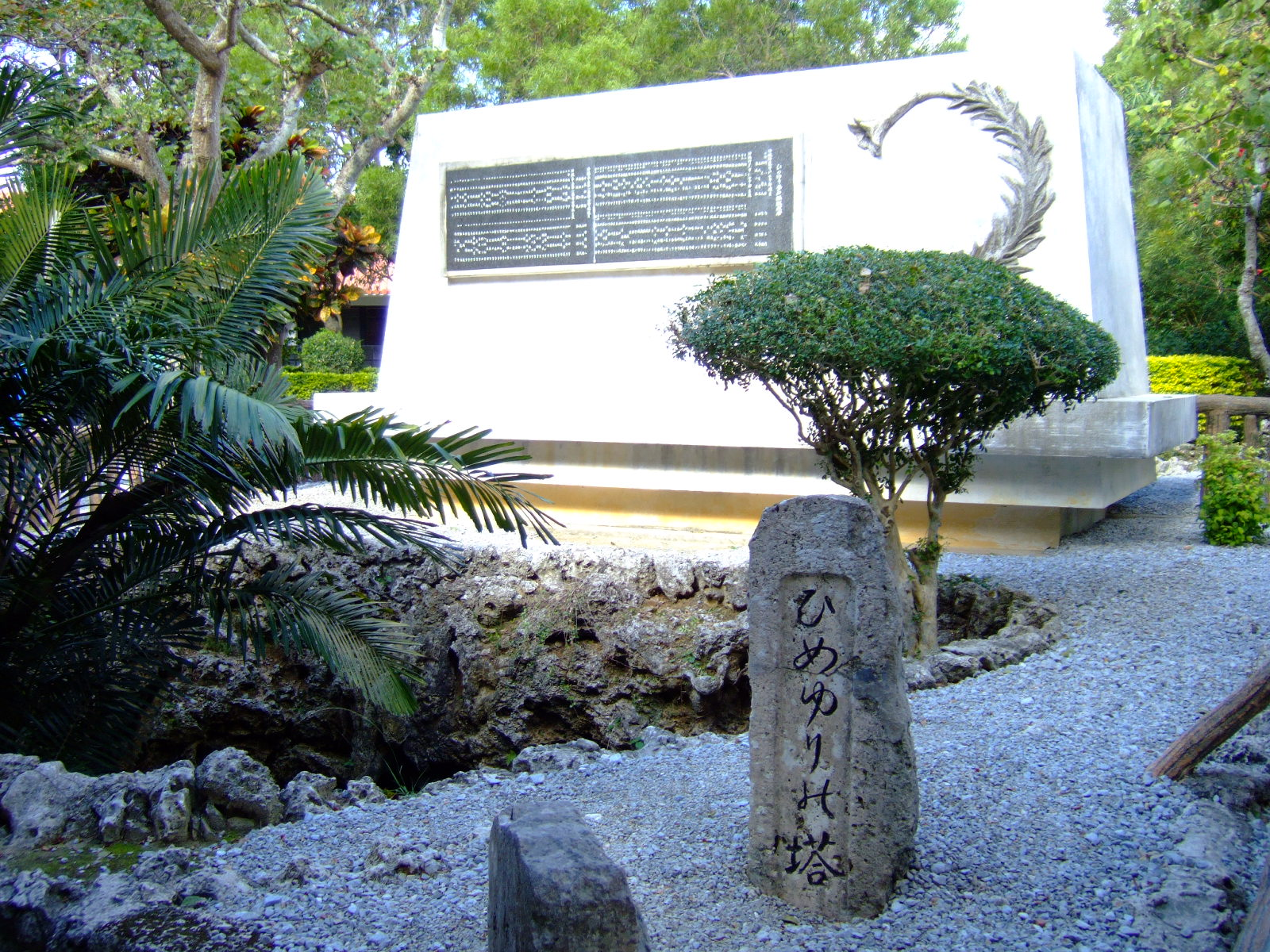
ひめゆり学徒隊を動員(1945)。画像はひめゆりの塔

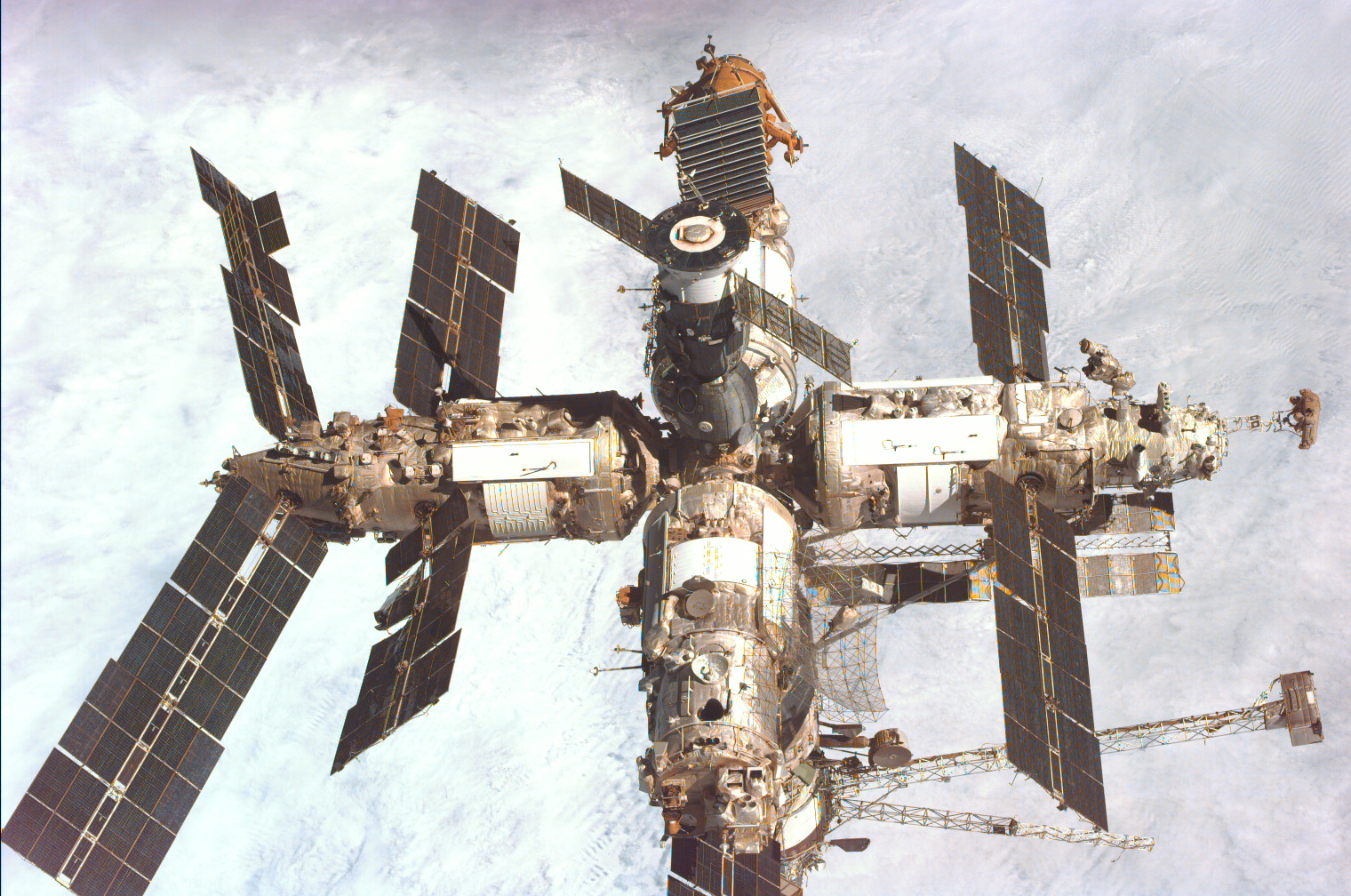
旧ソビエト連邦の宇宙ステーション「ミール」廃棄処分される(2001)

- 1274年（文永11年2月14日） - 日蓮が幕府に赦免され、佐渡国から鎌倉へ帰る[1]。
- 1336年（建武3年2月10日） - 豊島河原合戦開戦。
- 1400年 - ベトナムで、胡季犛が少帝から皇位を簒奪し、陳朝が滅亡。
- 1585年（天正13年2月22日） - 天正遣欧少年使節がローマ教皇グレゴリウス13世に公式謁見。
- 1633年（寛永10年2月14日） - 江戸幕府が奉書船以外で海外渡航した日本人の帰国を禁止する。
- 1775年 - アメリカ独立戦争: パトリック・ヘンリーが「自由を与えよ。然らずんば死を与えよ（英語版）」の演説を行う。
- 1801年（ユリウス暦3月11日） - ロシア皇帝パーヴェル1世が暗殺される。
- 1806年 - ルイス・クラーク探検隊が、セント・ルイスへ帰還するため、フォート・クラットソップを出発[2]。
- 1887年 - 所得税法が公布。
- 1914年 - アメリカ海軍の戦艦オクラホマが進水。
- 1919年 - イタリアでベニート・ムッソリーニが「戦士のファッショ（後のファシスト党）」を結成。
- 1935年 - ソビエト連邦が満州国に東清鉄道を有償譲渡する協定の調印がおこなわれる。
- 1942年 - 第二次世界大戦: 日本軍がインド洋のアンダマン諸島を占領。
- 1942年 - バチカンが、日本が国交を樹立したことを認める[3]。
- 1945年 - 第二次世界大戦: 米軍の沖縄上陸作戦開始に伴い、ひめゆり学徒隊に動員令が下る。
- 1945年 - 青森県赤石村で雪泥流（土石流）が発生。87名死亡。
- 1946年 - 宮城県女川町の女川港で定期船が沈没。死者117人[4]。
- 1950年 - 世界気象機関設立。
- 1951年 - 解散寸前のプロ野球団広島カープが広島県・中国新聞などの再建策提出で存続を決定。
- 1953年 - 中国からの引揚げ第一船「興安丸」が舞鶴に入港。
- 1956年 - パキスタンが世界初のイスラム教徒による共和国となる。
- 1956年 - 中日新聞社機が長野県乗鞍岳の乗鞍コロナ観測所付近で墜落。乗員4人が死亡[5]。
- 1962年 - 帝都高速度交通営団（現在の東京地下鉄）丸ノ内線が全線完成。
- 1963年 - 愛知大学山岳部薬師岳遭難事故: 富山県薬師岳にて、名古屋大学登山部のメンバーが同年1月より行方不明となっていた愛知大学学生の遺体を発見。
- 1965年 - アメリカが、宇宙飛行士ヴァージル・ガス・グリッソムとジョン・ヤングの2名が搭乗する世界初の有人地球周回宇宙船「ジェミニ3号」を打上げ[6]。
- 1976年 - 児玉誉士夫邸セスナ機特攻事件。
- 1986年 - 南岸低気圧の通過で、関東地方でこの時期としては季節外れの記録的な大雪。
- 1986年 - 西武鉄道新宿線田無駅追突事故が発生し、200名以上が負傷。原因はブレーキパッドと車輪の間に詰まった雪が凍り、制動力を得られなかったことで、事故後、西武鉄道は全車両に「耐雪ブレーキ」を装備した[7]。
- 1989年 - アメリカ・ユタ大学の2教授が常温核融合に成功したと発表。その後真偽を巡る論争に発展。
- 1994年 - アエロフロート航空593便墜落事故。
- 1996年 - 中華民国（台湾）初の総統直接選挙（1996年中華民国総統選挙）で李登輝が当選。
- 1998年 - ロシアのエリツィン大統領、キリエンコ燃料エネルギー相を第一副首相に昇格させ、首相代行に任命、組閣を指示する。
- 1999年 - パラグアイの副大統領ルイス・マリア・アルガーニャが暗殺される。
- 1999年 - 能登半島沖不審船事件。自衛隊に初の実戦命令となった海上警備行動が発令される。
- 2001年 - 旧ソビエト連邦の宇宙ステーション「ミール」が南太平洋上の大気圏で廃棄処分される[8]。
- 2008年 - 日本で初めての、全FM放送局同時参加・一斉放送による、桑田佳祐の石垣島でのライブ生中継[9]。
- 2008年 - JR常磐線荒川沖駅の構内で、殺人容疑で指名手配中の男性被疑者が通行人を刃物で切り付け、8人が死傷。（土浦連続殺傷事件）
- 2009年 - 第2回ワールド・ベースボール・クラシック（WBC）決勝で日本代表チームが韓国代表を破り、大会2連覇を達成[10]。
- 2009年 - フェデックス・エクスプレス80便着陸失敗事故: 成田国際空港にて中国・広州発成田行きのフェデックス80便「MD-11型」機が着陸に失敗して炎上、操縦士と副操縦士の2名が犠牲になる[11]。
- 2013年 - 交通系ICカード全国相互利用サービスが開始[12]。
- 2015年 - イタリアのタイヤメーカー、ピレリが中国化工集団公司に買収される。買収額9200億円の大型買収[13]。
- 2019年 - シリア民主軍、ISIL最後の拠点とされるバグズ（英語版）を制圧[14]。
- 2019年 - 三陸鉄道リアス線開業。

## 誕生日

### 人物

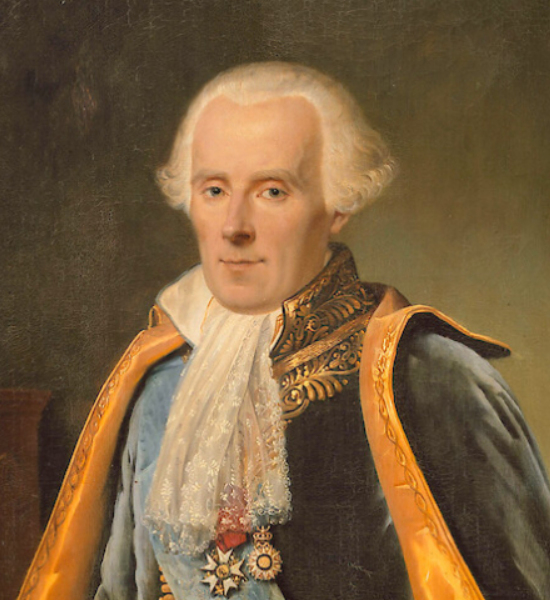
数学者ピエール＝シモン・ラプラス(1749-1827)誕生。ラプラス変換を発見。

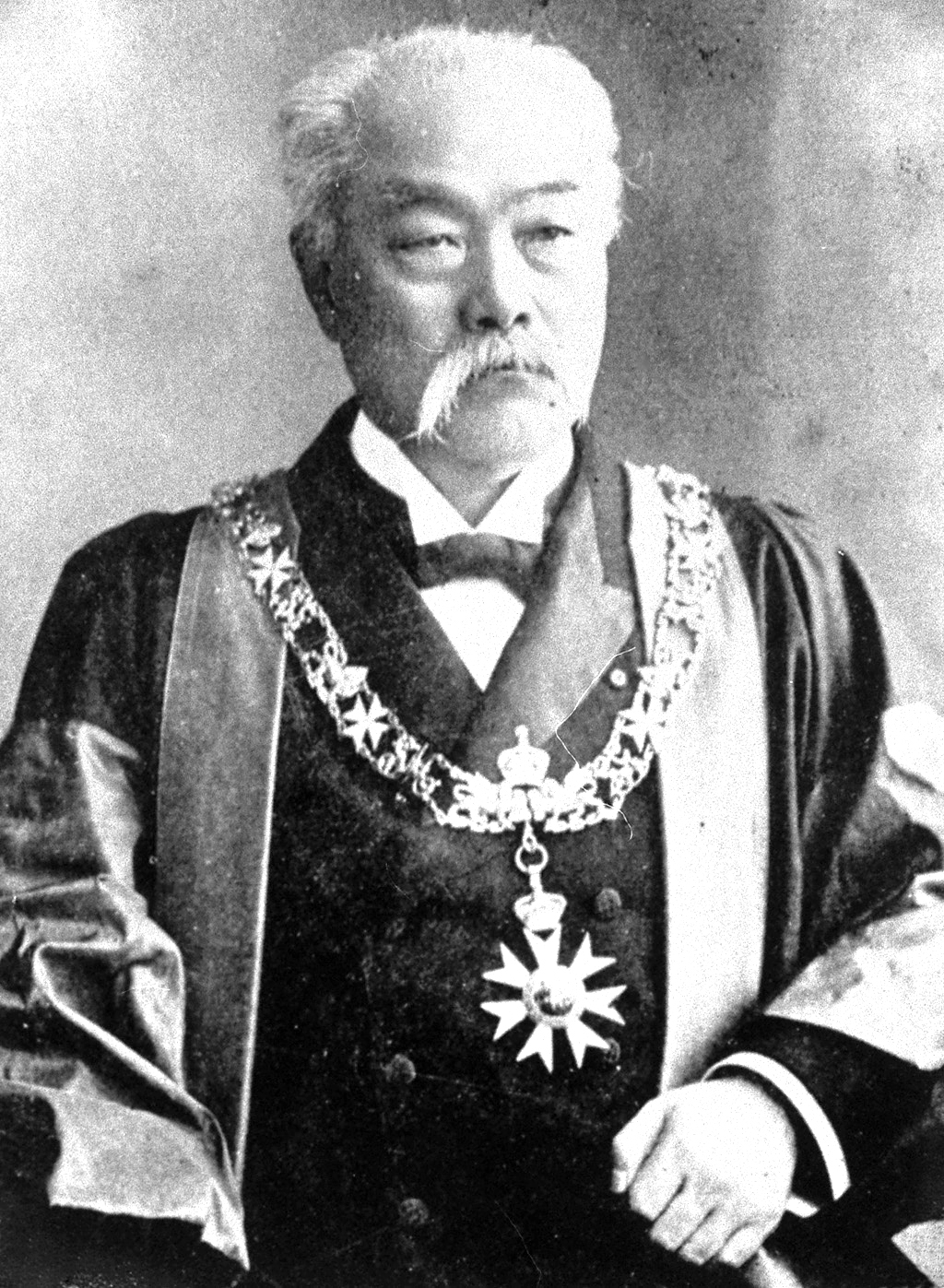
日本国第4・6代内閣総理大臣、松方正義(1835-1924)誕生。

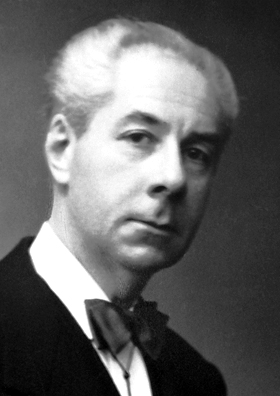
作家ロジェ・マルタン・デュ・ガール(1881-1958)誕生。代表作『チボー家の人々』

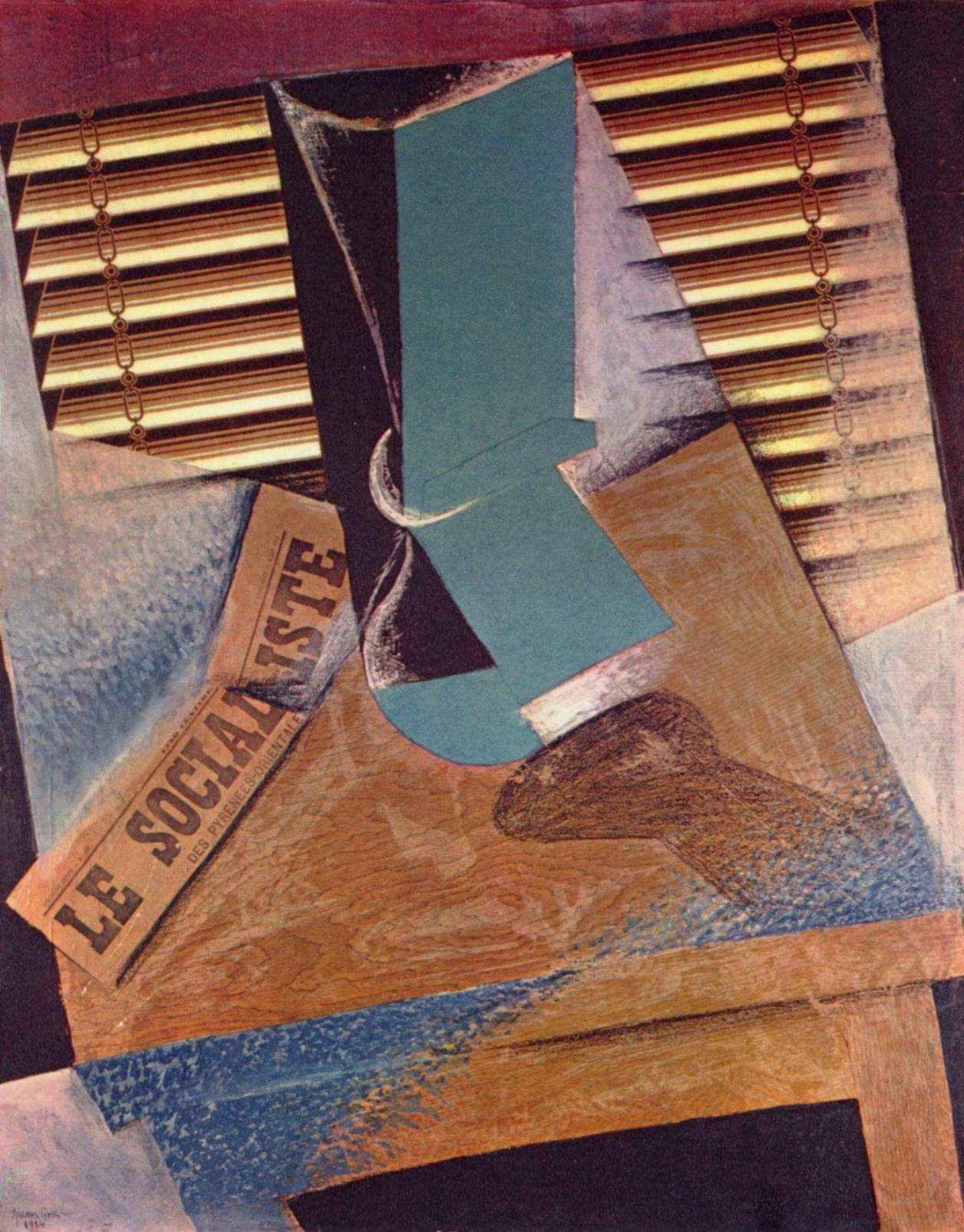
キュビスムの画家フアン・グリス(1887-1927)誕生。画像は『ブラインド』(1914)

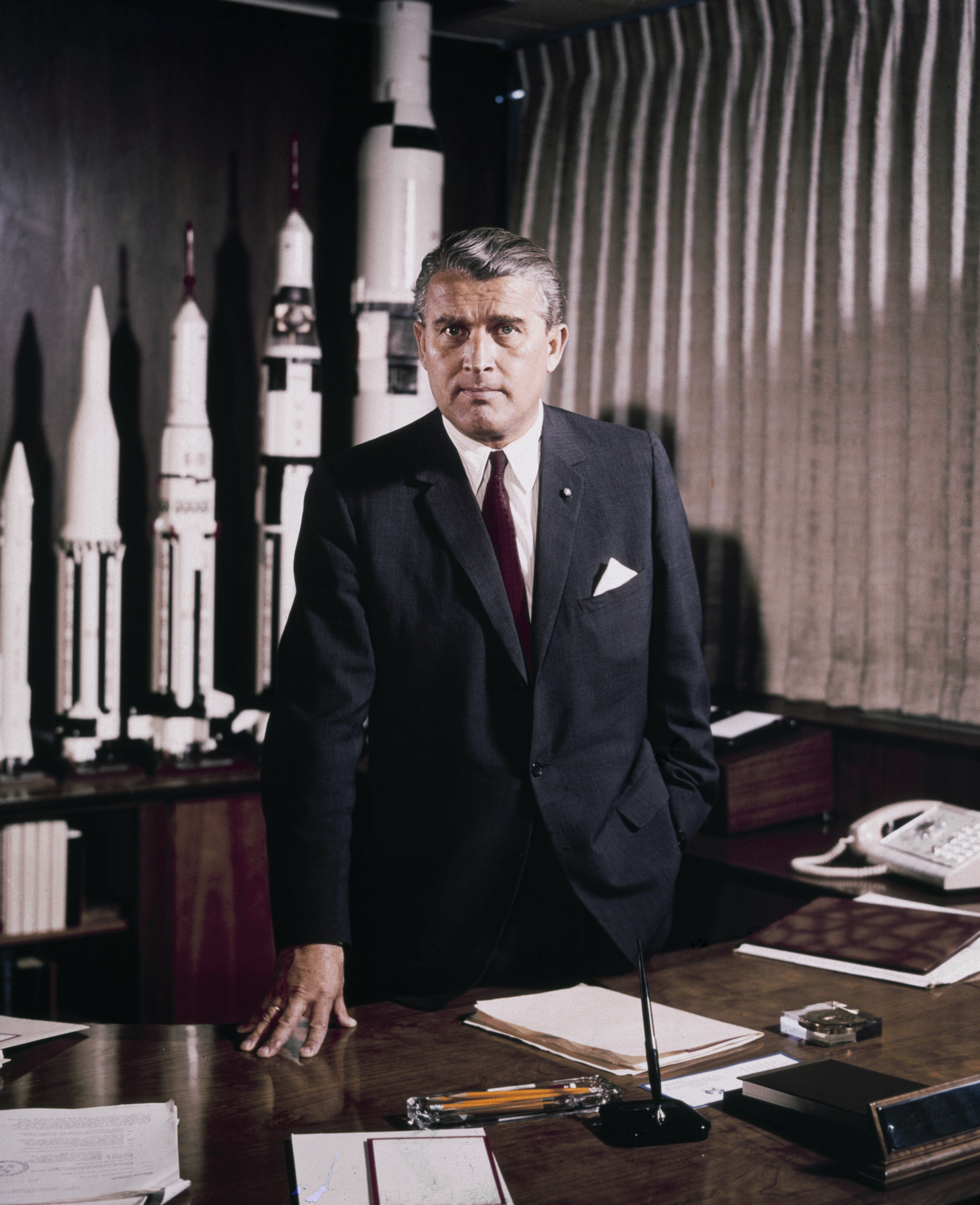
ロケットの開発者、ヴェルナー・フォン・ブラウン(1912-1977)誕生。

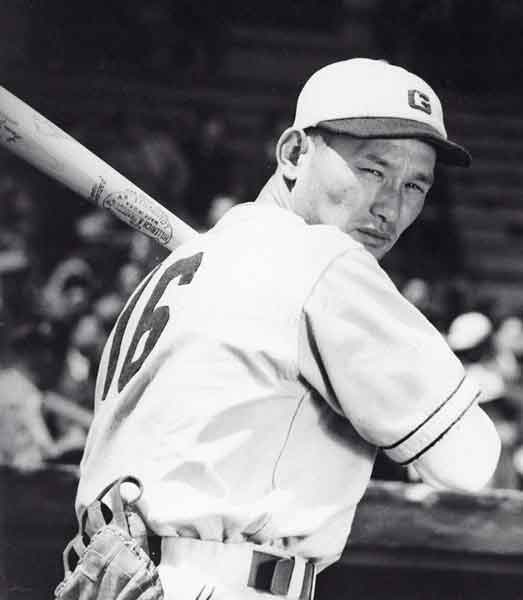
プロ野球選手・監督、川上哲治(1920-2013)誕生。選手としてNPB史上初の2000本安打、監督として巨人をV9に導く。

- 1338年（延元3年/暦応元年3月2日） - 後光厳天皇、南北朝時代の北朝第4代天皇（+ 1374年）
- 1429年 - マーガレット・オブ・アンジュー、ヘンリー6世妃（+ 1482年）
- 1543年（天文14年2月11日） - 上井覚兼、戦国時代の島津氏家臣（+ 1589年）
- 1638年 - フレデリクス・ルイシ、植物学者、解剖学者（+ 1731年）
- 1689年 - ヨハン・アダム・クルムス、解剖学者（+ 1745年）
- 1703年（元禄16年2月7日） - 松平頼寛、第2代守山藩主（+ 1763年）
- 1749年 - ピエール＝シモン・ラプラス、数学者（+ 1827年）
- 1769年 - ウィリアム・スミス、地質学者（+ 1839年）
- 1800年（寛政13年2月28日） - 前田利保、第10代富山藩主（+ 1859年）
- 1823年 - ジョージ・ヘンリー・ウィリアムズ、第32代アメリカ合衆国司法長官（+ 1910年）
- 1826年 - レオン・ミンクス、作曲家（+ 1917年）
- 1829年 - ノーマン・ポグソン、天文学者（+ 1891年）
- 1834年 - ユリウス・ロイプケ、音楽家（+ 1858年）
- 1835年（天保6年2月25日） - 松方正義、政治家、第4代内閣総理大臣（+ 1924年）
- 1858年 - ルートヴィッヒ・クヴィデ、歴史学者、平和主義者（+ 1941年）
- 1861年（万延2年2月13日） - 内村鑑三、キリスト教思想家（+ 1930年）
- 1862年（文久2年2月23日） - 本野一郎、外交官（+ 1918年）
- 1873年 - 秦佐八郎、細菌学者（+ 1938年）
- 1878年 - フランツ・シュレーカー、作曲家（+ 1934年）
- 1881年 - ロジェ・マルタン・デュ・ガール、小説家（+ 1958年）
- 1881年 - ヘルマン・シュタウディンガー、化学者（+ 1965年）
- 1881年 - エゴン・ペトリ、ピアニスト（+ 1962年）
- 1881年 - ギャビー・クラバス、元プロ野球選手（+ 1963年）
- 1882年 - エミー・ネーター、数学者（+ 1935年）
- 1883年 - 北大路魯山人、芸術家（+ 1959年）
- 1884年 - 徳川家正、徳川宗家第17代当主、貴族院議長（+ 1963年）
- 1887年 - フアン・グリス、画家（+ 1927年）
- 1887年 - ヨゼフ・チャペック、画家、作家（+ 1945年）
- 1887年 - 岩田祐吉、俳優（+ 1980年）
- 1893年 - フランツ・フォン・ヴェチェイ、ヴァイオリニスト、作曲家（+ 1935年）
- 1894年 - 吉田甲子太郎、翻訳家、児童文学者（+ 1957年）
- 1900年 - エーリヒ・フロム、精神分析学者（+ 1980年）
- 1901年 - 森澤信夫、モリサワ創業者（+ 2000年）
- 1905年 - ジョーン・クロフォード、女優（+ 1977年）
- 1905年 - ララ・アンデルセン、歌手、女優（+ 1972年）
- 1905年 - ポール・グリモー、アニメーター、映画監督（+ 1994年）
- 1907年 - ダニエル・ボベット、薬理学者（+ 1992年）
- 1908年 - アルヒープ・リューリカ、航空技術者（+ 1984年）
- 1910年 - 黒澤明、映画監督（+ 1998年）
- 1912年 - 平野三郎、政治家、元岐阜県知事（+ 1994年）
- 1912年 - 杉森久英、小説家（+ 1997年）
- 1912年 - ヴェルナー・フォン・ブラウン、科学技術者（+ 1977年）
- 1913年 - 麻生三郎、洋画家（+ 2000年）
- 1915年 - ヴァシリ・ザイツェフ、軍人（+ 1991年）
- 1919年 - 水戸光子、女優（+ 1981年）
- 1920年 - 川上哲治、元プロ野球選手、監督（+ 2013年）
- 1921年 - ジェイムズ・ブリッシュ、SF作家（+ 1975年）
- 1924年 - 高瀬文志郎、天文学者（+ 2015年）
- 1925年 - 潮健児、俳優（+ 1993年）
- 1926年 - 若杉嘉津子、女優（+ 没年不詳）
- 1929年 - 犬塚弘、ミュージシャン、俳優（元ハナ肇とクレージーキャッツ）（+ 2023年）
- 1929年 - 村松剛、評論家（+ 1994年）
- 1929年 - 津本陽、小説家（+ 2018年）
- 1931年 - 戸川昌子、推理作家、歌手（+ 2016年）
- 1932年 - 辻真先、推理作家、脚本家
- 1933年 - ヘイス・アラン・ジェンキンス、フィギュアスケート選手
- 1933年 - フィリップ・ジンバルドー、心理学者（+ 2024年）
- 1934年 - マーク・ライデル、映画監督、俳優
- 1936年 - 山田智彦、小説家（+ 2001年）
- 1938年 - 佐藤文隆、宇宙物理学者
- 1938年 - 南原幹雄、小説家
- 1938年 - 石上滋夫、元プロ野球選手
- 1939年 - ボリス・ティシチェンコ、作曲家（+ 2010年）
- 1940年 - トミー・ビロッティ、マフィア（+ 1980年）
- 1940年 - 森山加代子、歌手（+ 2019年）
- 1942年 - ミヒャエル・ハネケ、映画監督
- 1943年 - 松本照夫、元プロ野球選手（+ 1992年）
- 1944年 - マイケル・ナイマン、作曲家
- 1944年 - リック・オケイセック、ミュージシャン（カーズ）（+ 2019年）
- 1947年 - 鳥塚しげき、歌手
- 1947年 - 舘信秀、実業家、元レーシングドライバー
- 1949年 - 江畑謙介、軍事評論家（+ 2009年）
- 1949年 - 福本潤一、政治家
- 1949年 - 田原アルノ、声優
- 1949年 - 片岡春雄、政治家
- 1950年 - コリンヌ・クレリー、女優
- 1951年 - 中村英子、女優（+ 1975年）
- 1952年 - 児島美ゆき、女優
- 1952年 - レックス・ティラーソン、政治家、元アメリカ合衆国国務長官
- 1952年 - 数住岸子、ヴァイオリニスト（+ 1997年）
- 1952年 - キム・スタンリー・ロビンソン、SF作家
- 1952年 - 三輪昭尚、実業家、第4代内閣情報通信政策監
- 1953年 - チャカ・カーン、歌手
- 1954年 - 堀秀行、声優
- 1954年 - 山田耕大、脚本家
- 1955年 - 八潮路つとむ、漫画家
- 1955年 - モーゼス・マローン、バスケットボール選手（+ 2015年）
- 1956年 - 山本恭司、ミュージシャン
- 1956年 - 剛竜馬、プロレスラー（+ 2009年）
- 1956年 - 長田渚左、ノンフィクション作家、キャスター、女優
- 1956年 - ジョゼ・マヌエル・ドゥラン・バローゾ、政治家
- 1957年 - 浅田彰、哲学者
- 1957年 - アマンダ・プラマー、女優
- 1959年 - 伊倉一恵、声優
- 1959年 - 日沖靖、政治家、いなべ市長
- 1959年 - ヴァフタン・カヒッゼ、作曲家、指揮者
- 1960年 - 多和田葉子、小説家
- 1960年 - きゃんひとみ、タレント
- 1960年 - 城谷光俊、俳優
- 1961年 - 出光ケイ、テレビキャスター、スポーツジャーナリスト
- 1961年 - 武正公一、政治家
- 1962年 - 松村和子、歌手
- 1962年 - 夏まゆみ、振付師（+ 2023年）
- 1962年 - 山賀博之、アニメ監督
- 1962年 - スティーヴ・レッドグレーヴ、ボート選手
- 1963年 - ミチェル、元サッカー選手、指導者
- 1963年 - マグナム北斗、タレント、元AV男優
- 1964年 - 大木裕之、映像作家、現代美術家
- 1964年 - 立野真琴、漫画家
- 1965年 - トニーニョ、元サッカー選手
- 1965年 - ペーター・シールゲン、調教師、元騎手
- 1965年 - 藤本隆史、警察官僚
- 1966年 - 大沢逸美、女優、歌手、タレント
- 1966年 - ゲレン大嶋、三線プレーヤー、作曲家、ラジオDJ
- 1967年 - 七瀬なつみ、女優
- 1967年 - ジェリー・ブルックス、元プロ野球選手
- 1967年 - 端本悟、オウム真理教元幹部、元死刑囚（+ 2018年）
- 1968年 - SABE、漫画家（+ 2009年）
- 1968年 - デーモン・アルバーン、ミュージシャン（ブラー、ゴリラズ）
- 1968年 - 戸田弥生、ヴァイオリニスト
- 1968年 - フェルナンド・イエロ、プロサッカー選手
- 1968年 - 冴島奈緒、AV女優（+ 2012年）
- 1968年 - 古舘寛治、俳優
- 1970年 - 松永政行、体操競技選手
- 1970年 - 天方直実、シンガーソングライター
- 1971年 - 天山広吉、プロレスラー
- 1971年 - ヤスミン・ゴーリ、モデル
- 1972年 - ジュディット・ゴドレーシュ、女優
- 1972年 - タケル、キックボクサー（+ 2023年）
- 1972年 - ジョー・カルザゲ、プロボクサー
- 1973年 - 篠田陽介、政治家
- 1973年 - 沢松奈生子、元テニス選手
- 1973年 - 沼田三絵美、元プロレスラー
- 1973年 - ジェイソン・キッド、バスケットボール選手
- 1973年 - イェジー・ドゥデク、サッカー選手
- 1974年 - マーク・ハント、格闘家
- 1974年 - 平松一宏、元プロ野球選手
- 1974年 - 穂高あゆみ、元女優
- 1975年 - 峰倉かずや、漫画家
- 1975年 - 辻栄蔵、競艇選手
- 1975年 - 高尾憲司、元陸上競技選手、指導者
- 1976年 - マルキーニョス、サッカー選手
- 1976年 - ミシェル・モナハン、女優
- 1977年 - マキシム・マリニン、フィギュアスケート選手
- 1978年 - ワルテル・サムエル、元サッカー選手
- 1979年 - 久保田祐司、津軽三味線奏者
- 1979年 - すえのぶけいこ、漫画家
- 1979年 - マーク・バーリー、元プロ野球選手
- 1979年 - 姜暢雄、俳優
- 1981年 - 本田武史、プロスケーター、解説者
- 1981年 - 梅佳代、写真家
- 1981年 - 加藤健、元プロ野球選手
- 1981年 - 辻本健司、ミュージシャン（Chicago Poodle）
- 1981年 - 根建太一、お笑いタレント（囲碁将棋）
- 1981年 - トニー・ペーニャ・ジュニア、元プロ野球選手
- 1982年 - 佐藤友則、騎手
- 1982年 - 奥嶋ひろまさ、漫画家
- 1982年 - アフマド・ハールーン - 政治家
- 1983年 - はるな檸檬、漫画家
- 1983年 - 松下省伍、ミュージシャン（MONOBRIGHT）
- 1983年 - 王超、元プロ野球選手
- 1984年 - 市岡元気、サイエンスアクアー、サイエンスアーティスト、俳優、モデル
- 1984年 - 岡部磨知、ヴァイオリニスト
- 1984年 - 堀慎吾、プロ雀士
- 1985年 - メンフィス・モンロー、ポルノ女優
- 1986年 - 水瀬葵、グラビアアイドル
- 1986年 - 小田原彩、タレント
- 1987年 - 一色雅、グラビアアイドル
- 1987年 - あんどうさくら、声優
- 1988年 - 桜木睦子、元グラビアアイドル
- 1988年 - 平田良介、元プロ野球選手
- 1988年 - デリン・ベタンセス、プロ野球選手
- 1988年 - 古谷有美、アナウンサー
- 1988年 - 灘坂舞、元AV女優
- 1988年 - 安枝瞳、モデル、元レースクイーン、元グラビアアイドル
- 1989年 - 山田弘喜、元プロ野球選手
- 1989年 - イ・デウン、元プロ野球選手
- 1989年 - 西田麻衣、グラビアアイドル
- 1989年 - 中村恵吾、元プロ野球選手
- 1989年 - 遠藤一星、元プロ野球選手
- 1989年 - 黒沢美怜、タレント
- 1990年 - 芦野李沙、バレーボール選手
- 1990年 - ダイヤモンド酒井理絵、キックボクサー
- 1990年 - 大和田仁美[15]、声優
- 1990年 - 金相豎、元プロ野球選手
- 1990年 - ハイメ・アルグエルスアリ、レーシングドライバー
- 1990年 - ユージェニー・オブ・ヨーク、イギリス王室成員
- 1991年 - 千賀健永、アイドル（Kis-My-Ft2）
- 1991年 - 鳥海汐里、タレント
- 1991年 - 川島絢子、元タレント
- 1992年 - カイリー・アービング、バスケットボール選手
- 1993年 - 三浦文彰、ヴァイオリニスト
- 1993年 - 横山和生、騎手
- 1993年 - 紗倉まな、AV女優、タレント、小説家
- 1993年 - イ・ヒョヌ、俳優
- 1994年 - 優里、シンガーソングライター
- 1994年 - 川口翔平、俳優
- 1994年 - 平野稜二、漫画家
- 1994年 - プリシラ彩華[16]、アナウンサー
- 1994年 - ニック・パウエル、サッカー選手
- 1995年 - オザン・トゥファン、サッカー選手
- 1995年 - エステル・レデツカ、スノーボード・スキー選手
- 1996年 - ほのか、モデル、グラビアモデル
- 1996年 - アレクサンダー・アルボン、レーシングドライバー
- 1998年 - 佐野勇斗[17]、俳優、歌手
- 1998年 - 伊藤達彦、陸上選手
- 1998年 - 佐藤楓、アイドル（乃木坂46）
- 1998年 - 四宮ありす、AV女優、タレント
- 1998年 - 並木秀尊、プロ野球選手
- 2000年 - ロンジュン、アイドル（NCT）
- 2000年 - イ・ミンジェ、プロアイスホッケー選手
- 2001年 - ジョナゴールド、歌手（元りんご娘・2代目）
- 2001年 - 松岡美里、声優
- 2002年 - 武元唯衣、アイドル（櫻坂46）
- 2004年 - 安青錦新大、大相撲力士
- 2006年 - 上村杏菜、バレーボール選手
- 2007年 - 佐々木智太郎、サッカー選手
- 2009年 - 渋井美奈、アイドル（HKT48）
- 2010年 - 土居楓奏、アイドル（つばきファクトリー）
- 生年不詳 - 亜桜ゆぅき、アイドル
- 生年不詳 - 亀岡慎一、ゲームクリエイター、キャラクターデザイナー
- 生年不詳 - 梅澤麻里奈、漫画家
- 生年不詳 - 高上優里子、漫画家
- 生年不詳 - 水薙竜、漫画家
- 生年不詳 - 三宅惇子、気象予報士、防災士

### 人物以外（動物など）
- 1927年 - ギャラントフォックス、競走馬（+ 1953年）
- 1975年 - アリダー、競走馬（+ 1990年）
- 1983年 - グランパズドリーム、競走馬（+ 1996年）
- 1991年 - オースミタイクーン、競走馬
- 1993年 - オリエンタルエクスプレス、競走馬
- 1994年 - タイキシャトル、競走馬、種牡馬（+ 2022年）
- 2000年 - エイシンチャンプ、競走馬
- 2004年 - アサクサキングス、競走馬
- 2006年 - クオリティロード、競走馬
- 2009年 - シゲルスダチ、競走馬（+ 2014年）
- 2019年 - イクイノックス、競走馬

## 忌日

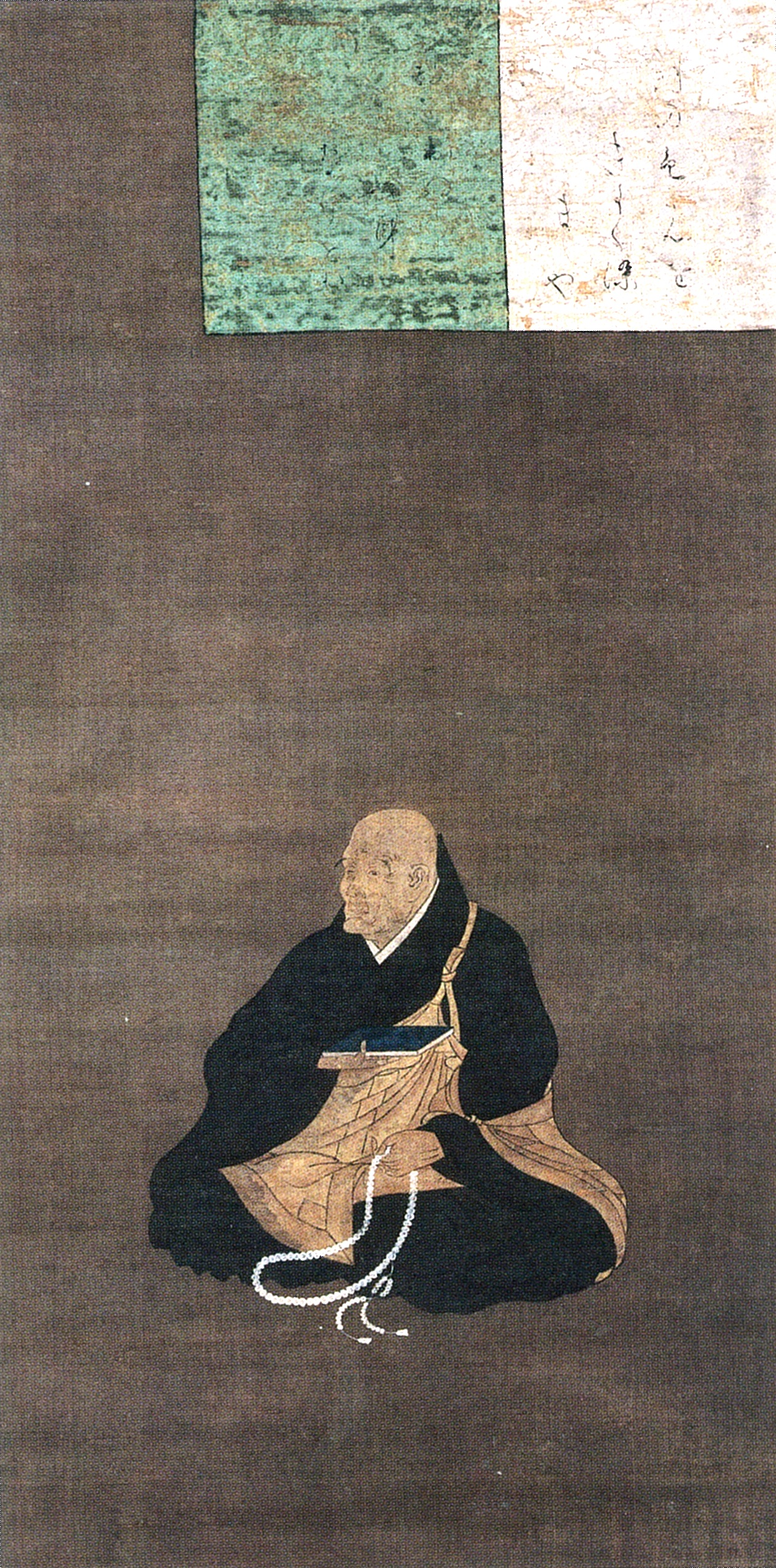
僧侶、歌人西行法師(1118-1190)示寂。画像はMOA美術館蔵西行像。

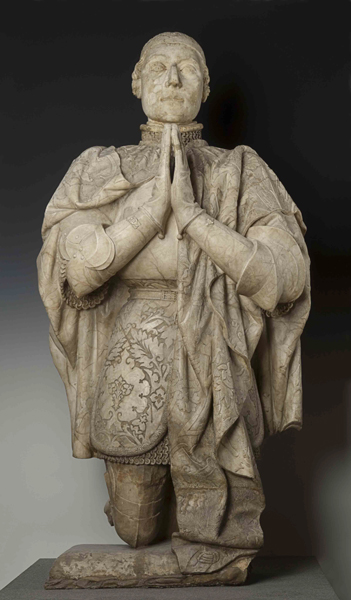
カスティーリャ王ペドロ1世(1334-1369)刑死。画像はスペイン国立考古学博物館収蔵の彫像。

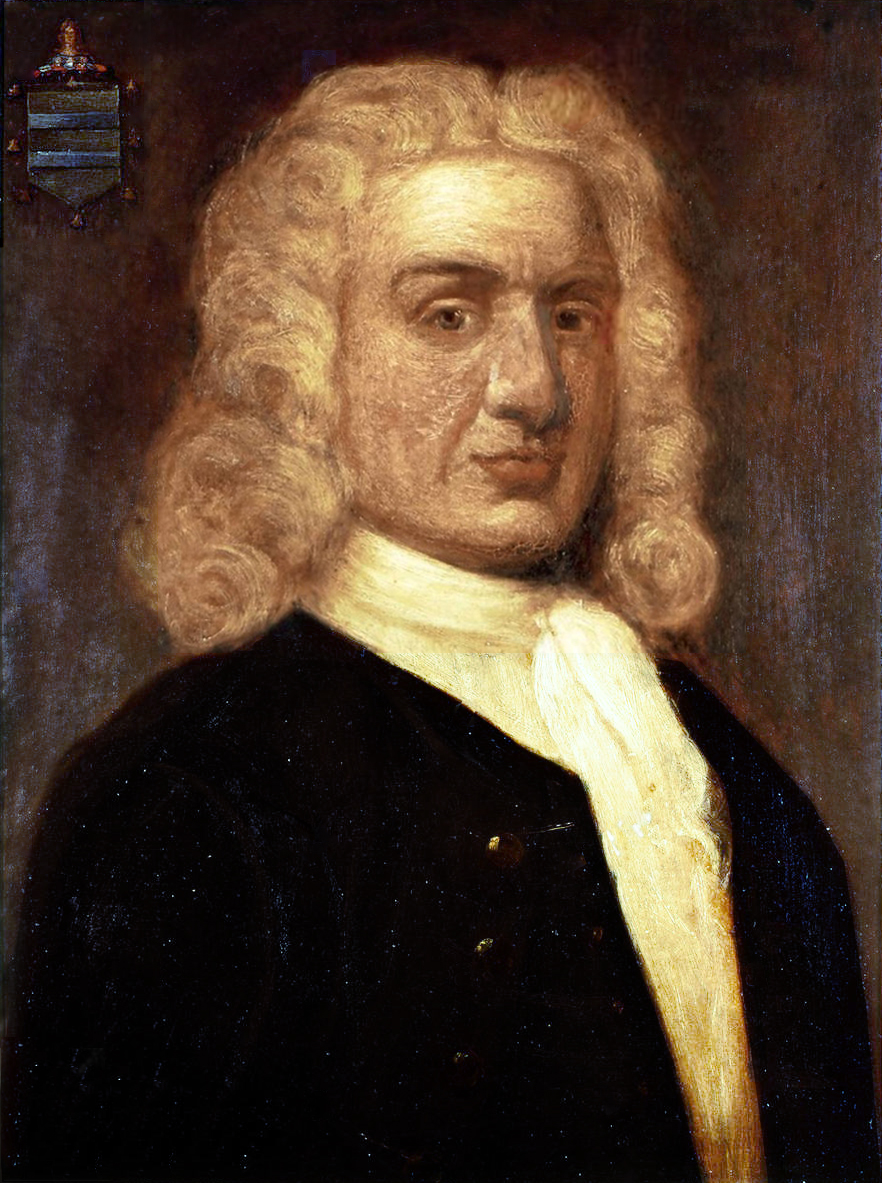
海賊キャプテン・キッドことウィリアム・キッド(1645-1701)刑死。

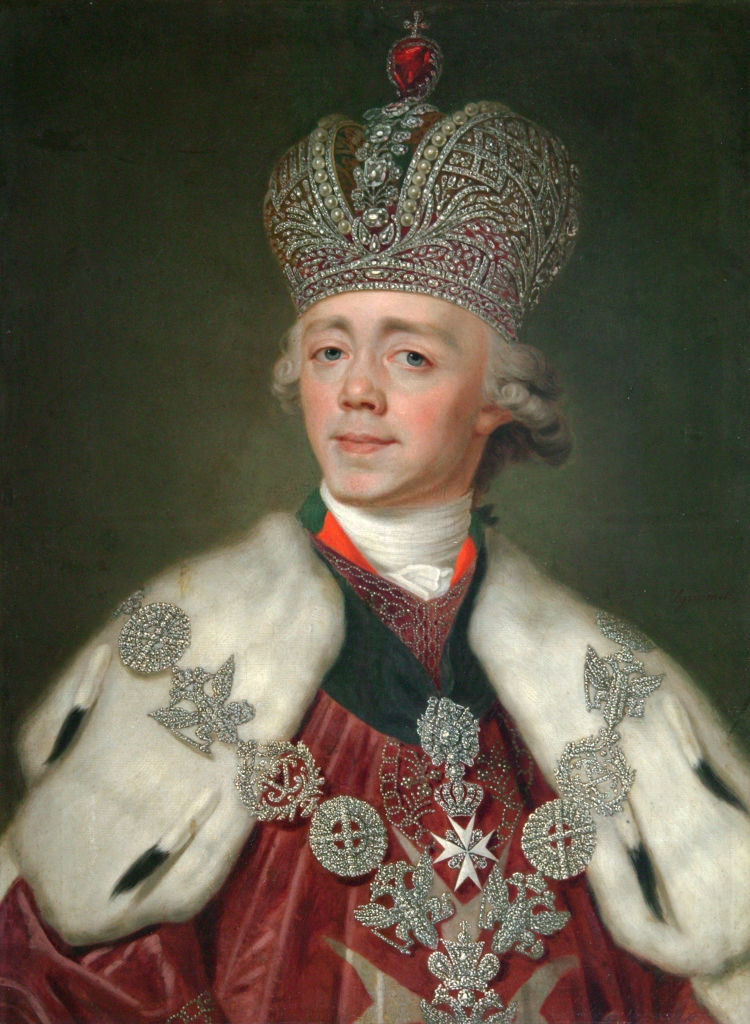
ロシア皇帝パーヴェル1世(1754-1801)暗殺。

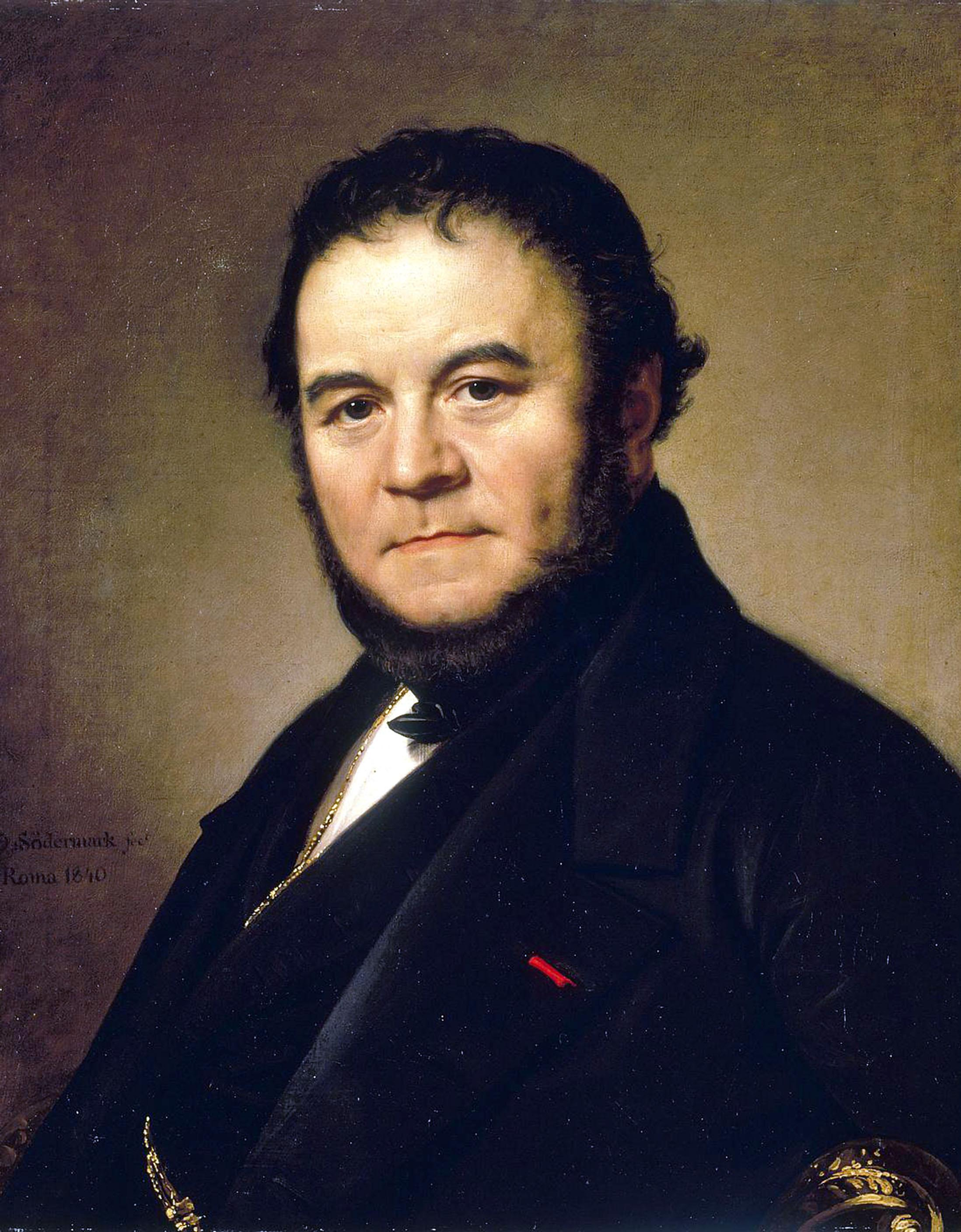
作家スタンダール(1783-1842)、脳溢血で斃れる。

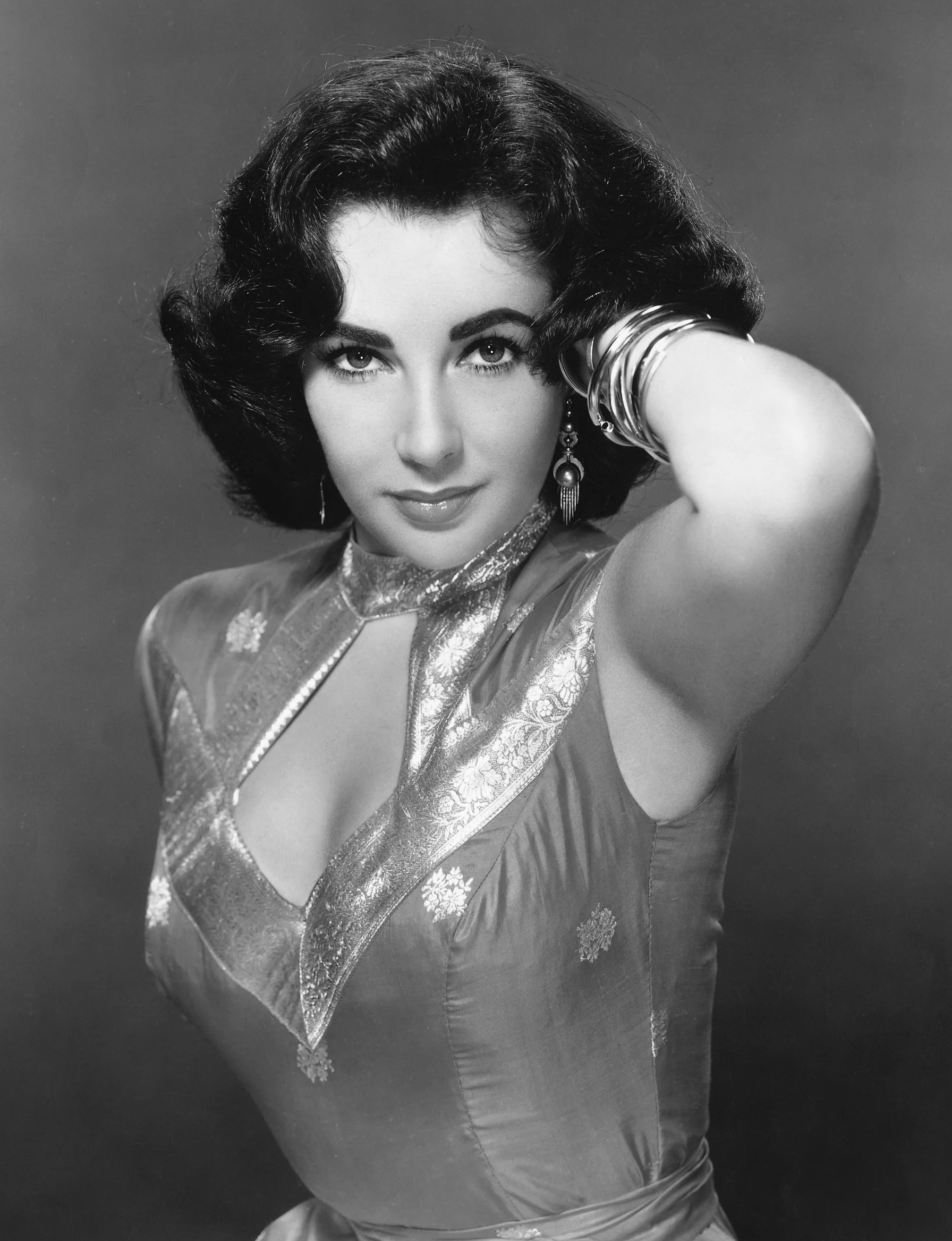
女優エリザベス・テイラー(1932-2011)没。

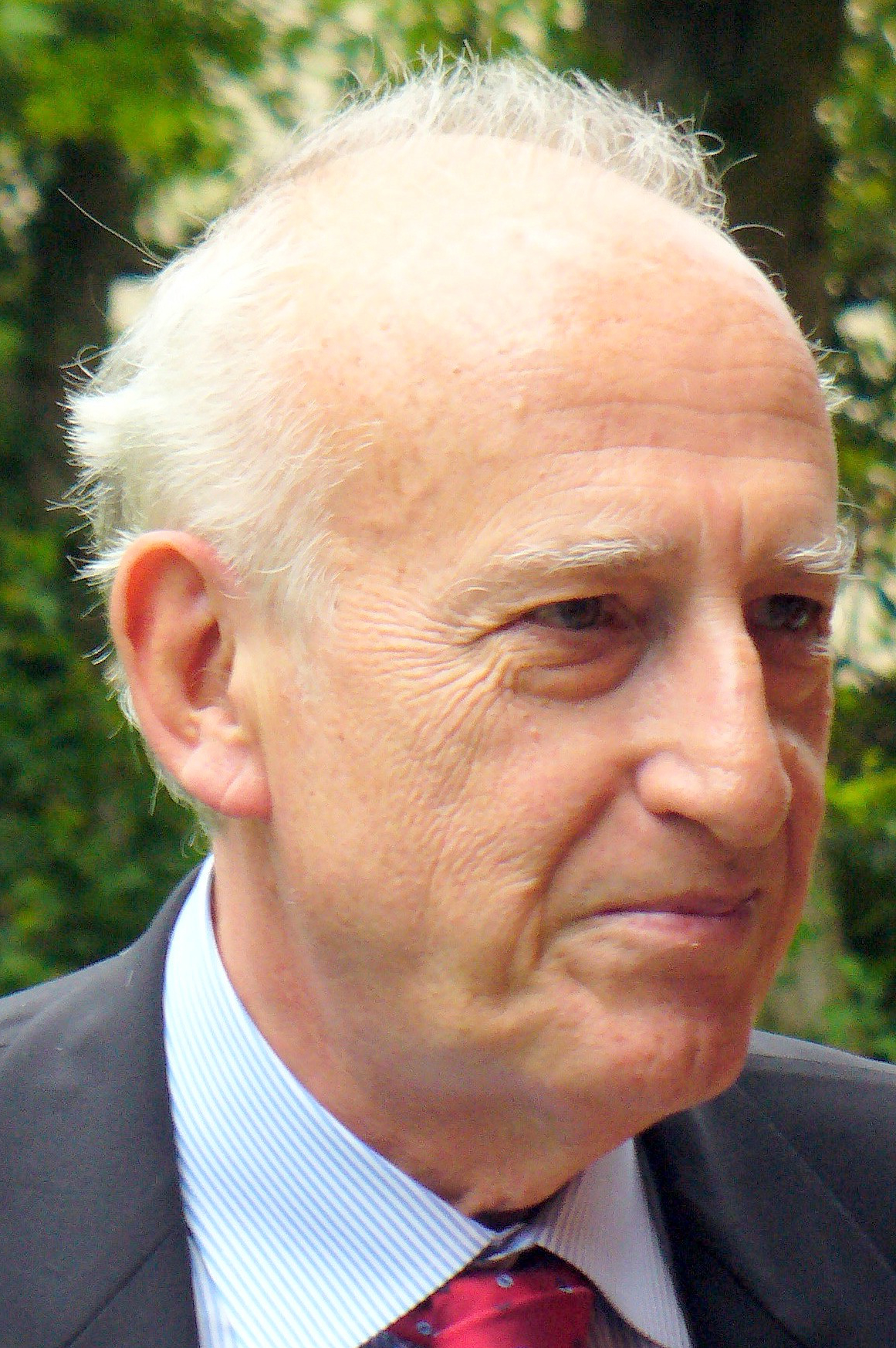
ピアニストマウリツィオ・ポリーニ(1942-2024)没。弱冠18歳で第6回ショパンコンクールを制覇した現代最高のピアニストの一人。

- 255年（正元2年閏1月28日）- 司馬師、三国時代の魏の武将、政治家。（* 208年）
- 1022年（乾興元年2月19日） - 真宗、北宋の第3代皇帝（* 968年）
- 1103年 - ウード1世、ブルゴーニュ公（* 1058年）
- 1369年 - ペドロ1世、カスティーリャ王（* 1334年）
- 1548年（天文17年2月14日） - 板垣信方、戦国武将
- 1548年（天文17年2月14日） - 甘利虎泰、戦国武将（* 1498年?）
- 1548年（天文17年2月14日）） - 若槻清尚、戦国武将
- 1553年（天文22年2月10日） - 長尾晴景、戦国大名（* 1509年）
- 1555年 - ユリウス3世、第221代ローマ教皇（* 1481年）
- 1606年 - ユストゥス・リプシウス、文献学者、人文学者（* 1547年）
- 1609年（慶長14年2月18日） - 田中吉政、柳河藩主（* 1548年）
- 1661年 - ピーテル・デ・モライン、画家（* 1595年）
- 1669年 - フィリップ・フリードリヒ・ブフナー、作曲家（* 1614年）
- 1680年 - ニコラス・フーケ、フランスの大蔵卿（* 1615年）
- 1701年 - ウィリアム・キッド、海賊船船長（* 1645年）
- 1730年 - カール、ヘッセン＝カッセル方伯（* 1654年）
- 1740年 - オロフ・ルドベック、医学者、植物学者（* 1660年）
- 1748年 - ヨハン・ゴットフリート・ヴァルター、音楽理論家、オルガニスト、作曲家（* 1684年）
- 1770年 - マルティン・ファン・マイテンス、画家（* 1695年）
- 1801年 - パーヴェル1世、ロマノフ朝第9代ロシア帝国皇帝（* 1754年）
- 1806年 - ジョージ・フレデリック・ピント、作曲家（* 1785年）
- 1818年 - ニコラ・イズアール、作曲家（* 1775年）
- 1842年 - スタンダール、小説家（* 1783年）
- 1849年 - アンドレス・マヌエル・デル・リオ、化学者（* 1764年）
- 1862年 - カール・ロベルト・ネッセルローデ、元ロシア帝国首相（* 1780年）
- 1864年（文久4年2月16日） - 安岡直行、土佐藩郷士（* 1839年）
- 1864年（文久4年2月16日） - 田所重道、土佐藩郷士（* 1841年）
- 1872年（明治5年2月15日） - 玉松真弘、国学者（* 1810年）
- 1881年 - ニコライ・ルビンシテイン、ピアニスト、作曲家（* 1835年）
- 1891年 - 松平斉民、第8代津山藩主（* 1814年）
- 1894年 - ジョージ・ロマネス、生物学者（* 1848年）
- 1897年 - ソフィー・ファン・オラニエ＝ナッサウ、オランダ王ヴィレム2世の長女（* 1824年）
- 1907年 - コンスタンチン・ポベドノスツェフ、法学者、思想家（* 1827年）
- 1922年 - オットマール・フォン・モール、外交官（* 1846年）
- 1924年 - トマス・メンデンホール、物理学者、気象学者（* 1841年）
- 1925年 - 内藤千代子、小説家（* 1893年）
- 1927年 - ポール・セザール・エリュー、画家（* 1859年）
- 1928年 - 竹内明太郎、立憲政友会衆議院議員（* 1860年）
- 1929年 - 杉田定一、政治家（* 1851年）
- 1936年 - 橋戸信、野球選手（* 1879年）
- 1940年 - 水上瀧太郎、小説家、評論家、劇作家、実業家（* 1887年）
- 1944年 - マイロン・セズニック（英語版）、映画プロデューサー、タレントエージェント（* 1898年）
- 1948年 - ニコライ・ベルジャーエフ、哲学者（* 1874年）
- 1953年 - ラウル・デュフィ、画家（* 1877年）
- 1958年 - 山川均、社会主義運動家、理論家、評論家（* 1880年）
- 1963年 - トアルフ・スコーレム、数学者（* 1887年）
- 1964年 - 佐藤善一郎、政治家、元福島県知事（* 1898年）
- 1964年 - ピーター・ローレ、俳優（* 1904年）
- 1964年 - 清水秀雄、元プロ野球選手（* 1918年）
- 1970年 - 川田芳子、女優（* 1895年）
- 1970年 - 八谷泰造、石油化学工業技術者、日本触媒創業者（* 1906年）
- 1972年 - クリストバル・バレンシアガ、ファッションデザイナー（* 1895年）
- 1974年 - レオン・ローゼンフェルド（英語版）、物理学者（* 1904年）
- 1976年 - 村上知行、中国研究者、翻訳家、評論家（* 1899年）
- 1976年 - 前野霜一郎、俳優（* 1946年）
- 1977年 - 丘寵児、俳優（* 1909年）
- 1979年 - 真下五一、作家（* 1906年）
- 1979年 - 近藤日出造、漫画家（* 1908年）
- 1980年 - ビル・S・バリンジャー、小説家、脚本家（* 1912年）
- 1980年 - 亀山龍樹、作家、翻訳家（* 1922年）
- 1981年 - クロード・オーキンレック、イギリス陸軍の元帥（* 1884年）
- 1981年 - 平田郷陽、人形作家（* 1903年）
- 1981年 - マイク・ヘイルウッド、F1レーサー（* 1940年）
- 1981年 - ベアトリス・ティンズリー、天文学者（* 1941年）
- 1982年 - マリオ・プラーツ、美術史家、文学研究者（* 1896年）
- 1982年 - 若宮忠三郎、俳優（* 1911年）
- 1984年 - ジャン・プルーヴェ、建築家、デザイナー（* 1901年）
- 1985年 - 小池朝雄、俳優、声優（* 1931年）
- 1989年 - 金子一平、政治家（* 1913年）
- 1990年 - 吉谷一次、政治家、元函館市長（* 1897年）
- 1990年 - 藤田進、俳優（* 1912年）
- 1990年 - 村松栄紀、レーサー（* 1965年）
- 1992年 - フリードリヒ・ハイエク、経済学者（* 1899年）
- 1993年 - 芹沢光治良、小説家（* 1896年か1897年）
- 1993年 - 友竹正則、バリトン歌手、詩人（* 1931年）
- 1994年 - ジュリエッタ・マシーナ、俳優（* 1921年）
- 1995年 - ラッセル・マーカー、化学者（* 1902年）
- 1997年 - 田山力哉、映画評論家（* 1930年）
- 1998年 - 石丸寛、指揮者、九州交響楽団音楽監督（* 1922年）
- 1999年 - 河野鷹思、グラフィックデザイナー、エディトリアルデザイナー（* 1906年）
- 1999年 - 水島道太郎、俳優（* 1912年）
- 1999年 - 高橋和枝、声優（* 1929年）
- 2000年 - 天野和夫、法学者、元立命館大学学長・同大学名誉教授（* 1923年）
- 2000年 - 鈴木清、写真家（* 1943年）
- 2000年 - 山室静、俳人、文芸評論家（* 1906年）
- 2000年 - カール・シャウプ、経済学者（* 1902年）
- 2003年 - 天本英世、俳優（* 1926年）
- 2003年 - 梶岡忠義、元プロ野球選手（* 1920年）
- 2004年 - 寺島尚彦、作曲家、作詞家（* 1930年）
- 2004年 - 又野誠治、俳優（* 1960年）
- 2005年 - 田中利治、実業家、元三菱自動車工業会長（* 1917年）
- 2006年 - 徳田ザウルス、漫画家（* 1958年）
- 2006年 - ピオ・レイヴァ、歌手（* 1917年）
- 2006年 - サラ・コールドウェル、指揮者（* 1924年）
- 2007年 - 渡辺格、分子生物学者、慶應義塾大学名誉教授（* 1916年）
- 2007年 - 毛岸青、毛沢東の次男（* 1923年）
- 2010年 - 庄司昭夫[18]、びっくりドンキー創業者（* 1943年）
- 2010年 - 松原義治、化学者、近畿大学名誉教授（* 1925年)
- 2010年 - 長沢二郎、競泳選手（* 1932年）
- 2010年 - カルヨ・ポル、版画家、教育者（* 1934年)
- 2011年 - 猪木快守、テノール歌手、政治活動家、元スポーツ平和党代表（* 1938年）
- 2011年 - 新村礼子、女優、声優（* 1928年）
- 2011年 - 鷹見明彦、美術評論家（* 1955年）
- 2011年 - エリザベス・テイラー、女優（* 1932年）
- 2011年 - ホゼ・アグエイアス、思想家（* 1939年）
- 2012年 - 会田豊彦、元プロ野球選手（* 1937年）
- 2012年 - アブドゥラヒ・ユスフ、政治家、軍人、元ソマリア大統領（* 1934年）
- 2013年 - 大橋鎮子、編集者、エッセイスト、暮しの手帖社社主・元社長（* 1920年）
- 2013年 - 村井吉敬、経営学者（* 1943年）
- 2013年 - 萩原宏久、高校野球指導者（* 1944年）
- 2013年 - ボリス・ベレゾフスキー、企業家、政治家（* 1946年）
- 2014年 - 荒島保、実業家、元豊田工機会長（* 1925年）
- 2014年 - 庄垣内正弘、言語学者、京都大学名誉教授（* 1942年）
- 2014年 - アドルフォ・スアレス、政治家、元スペイン首相（* 1932年）
- 2014年 - カルメロ・ボッシ、プロボクサー（* 1939年）
- 2014年 - オーデラス・ウランガス、ミュージシャン（グワァー）（* 1963年）
- 2015年 - リー・クアンユー、政治家、初代シンガポール首相（* 1923年）
- 2016年 - 小山田いく、漫画家（* 1956年）
- 2016年 - ケン・ハワード、俳優（* 1944年）
- 2016年 - ハイデマリー・シュヴェルマー（ドイツ語版）、作家、消費者活動家（* 1942年）
- 2017年 - 中野淳、洋画家、武蔵野美術大学名誉教授（* 1925年）
- 2017年 - ニーナ・オクセンチアン、オルガニスト（* 1916年）
- 2018年 - デュション・モニーク・ブラウン、女優（* 1968年）
- 2018年 - フィリップ・カー、推理作家（* 1956年）
- 2019年 - 天野益夫、実業家、元愛知製鋼社長（* 1924年）
- 2019年 - 松野幸信、政治家、元瑞穂市長（* 1933年）
- 2019年 - 岡田史乃、俳人（* 1940年）
- 2019年 - ラリー・コーエン、映画監督（* 1941年）
- 2019年 - 室矢芳隆、元陸上競技選手（* 1930年）
- 2020年 - 岡田尚壮、実業家、元北國新聞社社長（* 1934年）
- 2020年 - 渡辺航、俳優（* 1967年）
- 2020年 - 安宅夏夫、文筆家、詩人（* 1934年）
- 2020年 - アルフィーオ・コンティーニ、撮影監督（* 1927年）
- 2020年 - ルチア・ボゼー、女優、元ミス・イタリア（* 1931年）
- 2020年 - アルベルト・アルバシーノ、小説家、随筆家、政治家（* 1930年）
- 2020年 - ゾロロ・マカンバ、ジャーナリスト（* 1990年）
- 2021年 - 東山紘久、臨床心理学者、京都大学名誉教授（* 1942年）
- 2021年 - 和久井保[19]、実業家、ワクイ音楽事務所社長（* 1936年）
- 2021年 - 稗田一穂、画家（* 1920年）
- 2021年 - ジョージ・シーガル、俳優（* 1934年）
- 2022年 - 宮澤保夫、教育者、星槎グループ会長（* 1949年）
- 2022年 - 楠本加美野、宗教家、生長の家長老、元宝蔵神社宮司（* 1922年）
- 2022年 - マデレーン・オルブライト、政治家、元アメリカ合衆国国務長官（* 1937年）
- 2022年 - エドワード・ジョンソン3世、投資家（* 1930年）
- 2022年 - オクサナ・バウリナ、ジャーナリスト（* 1979年）
- 2023年 - 奈良岡朋子、女優（* 1929年）
- 2023年 - 木下東一郎、物理学者、コーネル大学名誉教授（* 1925年）
- 2023年 - キース・リード、作詞家（元プロコル・ハルム）（* 1946年）
- 2024年 - ピーター・アンジェロス、弁護士、元ボルチモア・オリオールズオーナー（* 1929年）
- 2024年 - イゴール・オジム、ヴァイオリニスト（* 1931年）
- 2024年 - マウリツィオ・ポリーニ、ピアニスト（* 1942年）
- 2025年 - 寺沢徹、マラソンランナー、指導者（* 1935年）
- 2025年 - 久世浩、殺陣師、久世七曜会創設者（* 1945年）

## 記念日・年中行事

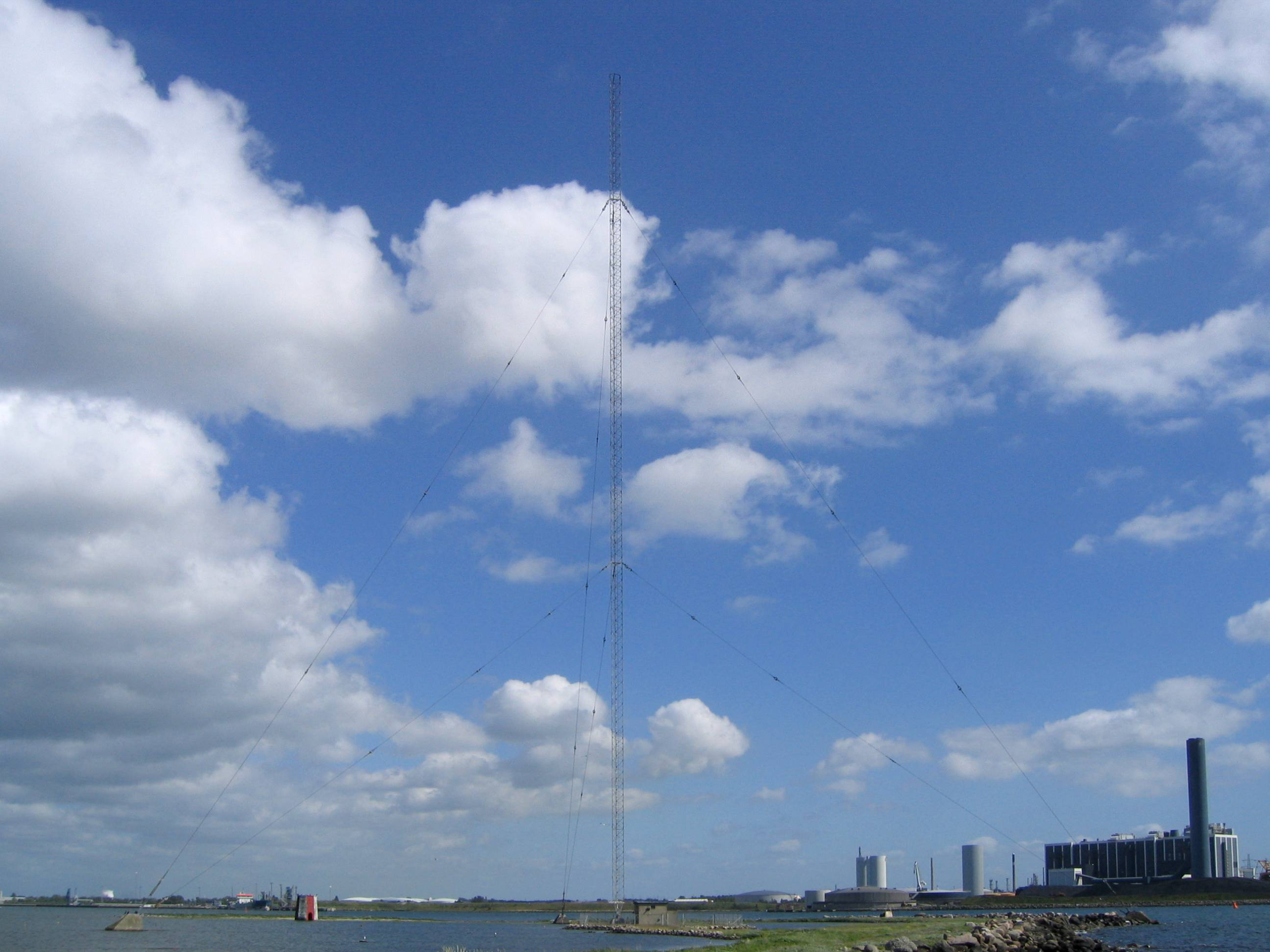
世界気象デー

- 世界気象デー（ 世界）
1950年のこの日、世界気象機関（WMO）が発足したことから、発足10周年を記念して1960年に制定。国際デーの一つ。
- 共和制記念日（ パキスタン）
1956年のこの日、パキスタンがイスラム教徒による共和国に移行したことを記念。
- ハンガリー・ポーランド友好の日（ ハンガリー・ ポーランド）
- 海の日（ ボリビア）
1879年のこの日、ボリビア・ペルーとチリとの間の戦争「太平洋戦争」が開戦した。1884年にチリが勝利し、ボリビアは海につながる領土を失って内陸国となった。
- 裏旬ぶどうの日（ 日本）
- ホットサンドを楽しむ日（ 日本）
- スジャータの日（ 日本）
1976年のこの日、コーヒーフレッシュのスジャータが「褐色の恋人 スジャータ」を発売したことにちなみ、同商品の製造・販売や乳製品を中心とした食品関連事業を行っているスジャータめいらくグループが記念日に制定した。